# Vodní elektrárna Yacyretá
Vodní elektrárna Yacyretá (španělsky Represa de Yacyretá) je vodní dílo na řece Paraná na hranici Argentiny a Paraguaye. Je nejnižším stupněm na kaskádě elektráren na řece Paraná.

## Hydrogeografické údaje
Od míst, kde se řeka Paraná stává hranicí mezi Brazílií a Paraguayí, teče přímým severojižním směrem. Tento směrový trend zachovává i po soutoku s řekou Iguacú, kdy se stává hranicí mezi Paraguayí a Argentinou. V blízkosti argentinského města Posadas naráží na překážku vyvřelých hornin masivu Brasilia, které její tok stáčí směrem na západ. Na silně zvětralém čedičovém podloží vytváří své řečiště za vymílání množství tektonických zlomů. Vytváří tak peřeje Los Saltos Yacyreta-Apipé a teprve po jejich překonání teče v písčitém podloží širokým a splavným tokem až k Mar de La Plata.
Mezi peřejemi a vodopády se nacházelo mnoho ostrovů, z nichž největší nesl název Yacyretá. Průměrný průtok řeky Paraná v těchto místech se pohyboval kolem 14 000 m3/s a vodní masa překonávala ve skalnatém zúžení rozdíl hladin 24 metrů.

## Historie projektu a výstavby
Jako první Evropan stanul u peřejí Benátčan Sebastiano Caboto v roce 1527. Peřeje znamenaly vždy ukončení plavby proti řece Paraná a byly popudem k návratu a zkoumání řeky Paraguay a jejich přítoků Bermejo a Pilcomayo. Peřeje tak přímo vytvářely dějiny Paraguaye, stejně jako samotná řeka Paraná v roli státních hranic. Když se začátkem 20. století prudce rostoucí zájem o výrobu elektrické energie rozšířil i do Jižní Ameriky, dostal se v případě řeky Paraná na hranice států, které byly v minulosti ve válečném stavu.
Protokol o společném využití peřejí Yacyretá byl podepsán již v roce 1925 ve Washingtonu DC, ale až v roce 1958 vznikla mezinárodní paraguaysko-argentinská komise pro společný projekt. V roce 1973  byla v Asuncionu předložena a schválena studie, na jejímž podkladě vznikla společnost Entidad Binacional Yacyretá, fungující na základě rovnocenného rozložení projekčních i stavebních činností.

Stavba začala 7. prosince 1973, v roce 1984 byla řeka přehrazena a první agregát byl spuštěn 2. září 1994. Většina prací byla provedena v období vojenských diktatur na obou stranách, a to za bezproblémové podpory Světové banky. Původní rozpočet 1,5 miliardy dolarů byl překročen více než sedmkrát. Stavba je na paraguayské i argentinské straně nazývána Památník korupce. 

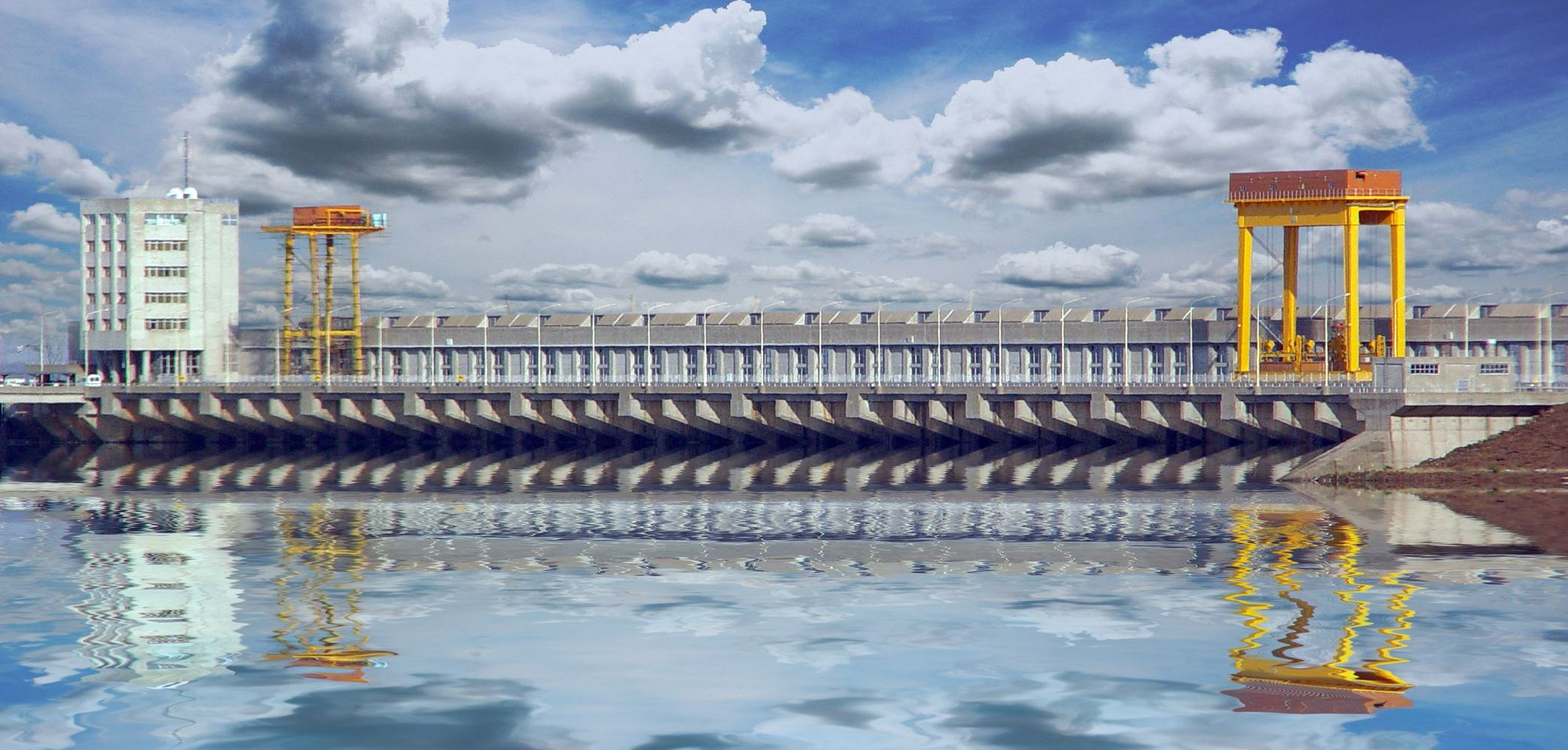
Návodní strana směrem k Argentině
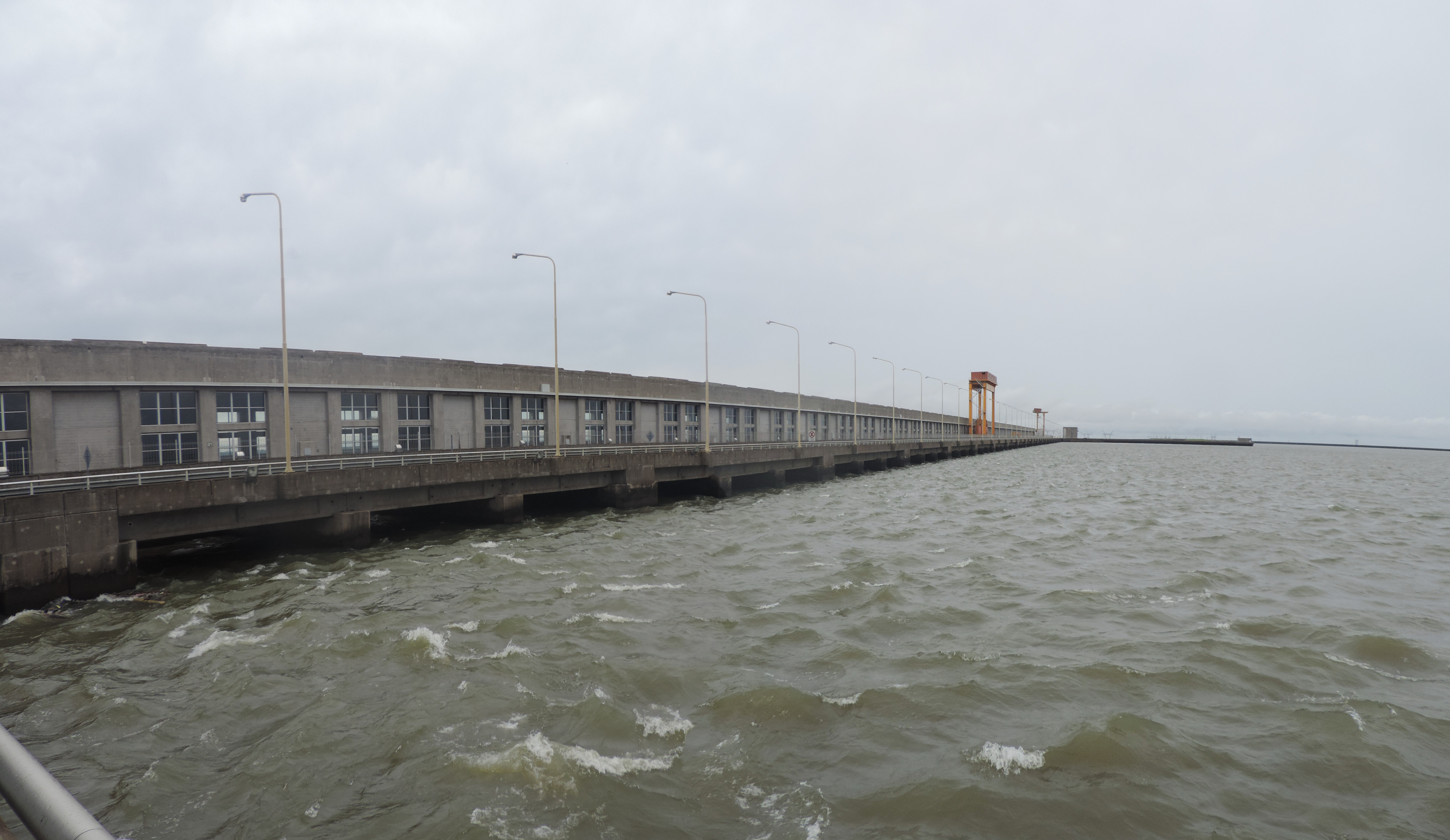
Návodní strana směrem k Paraguayi
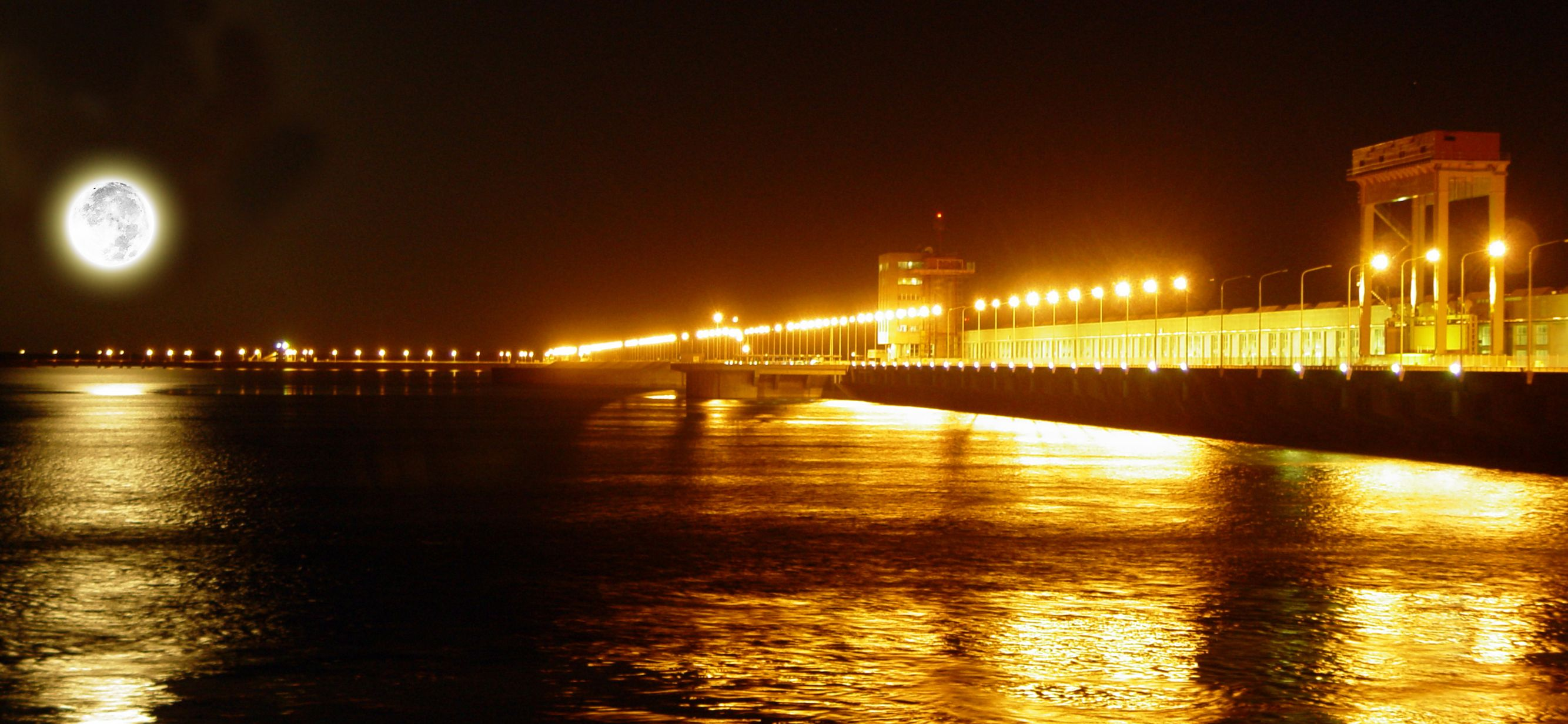
Noční snímek návodní části
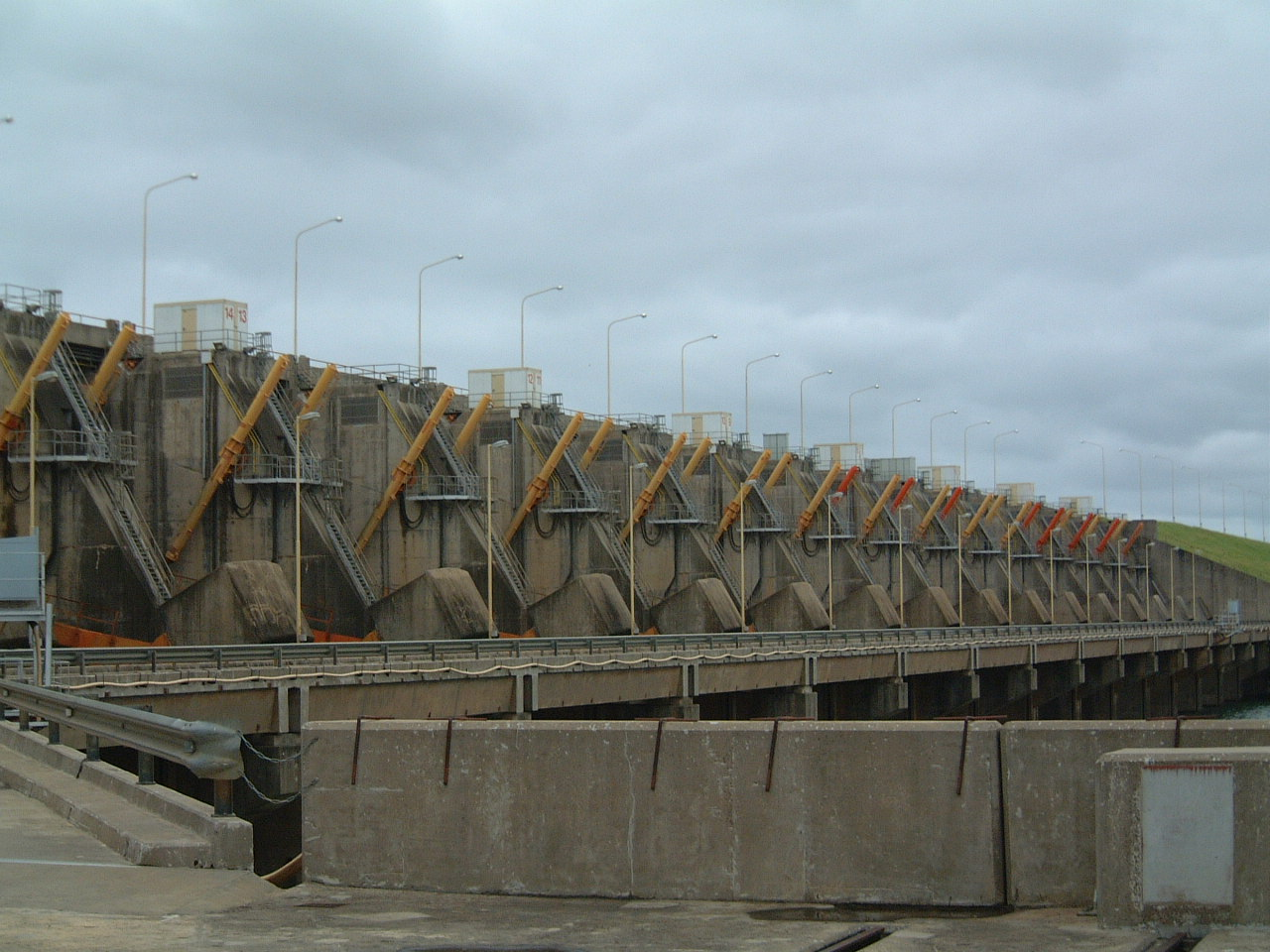
Hlavní propust
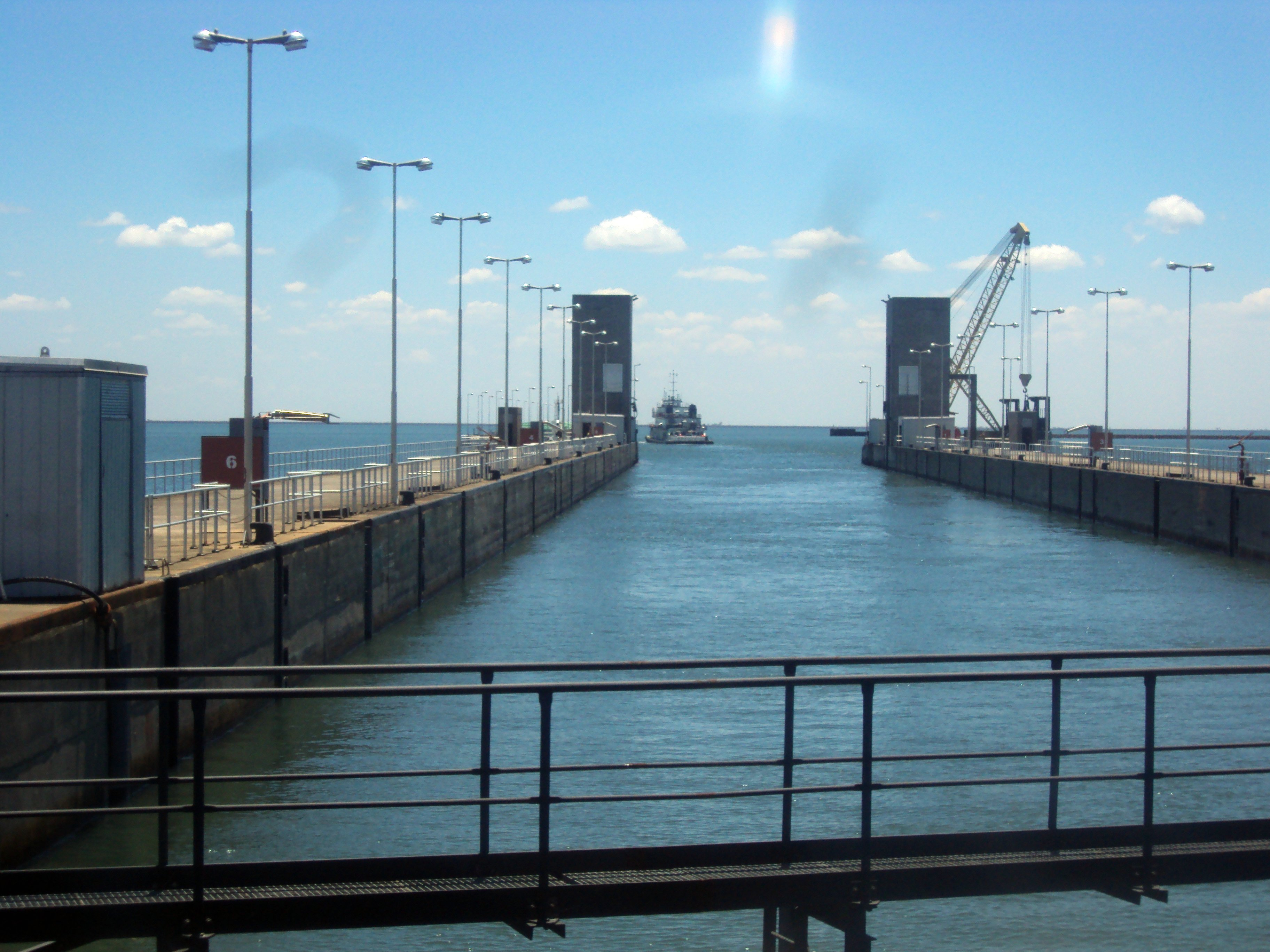
Cesta do přehradního jezera
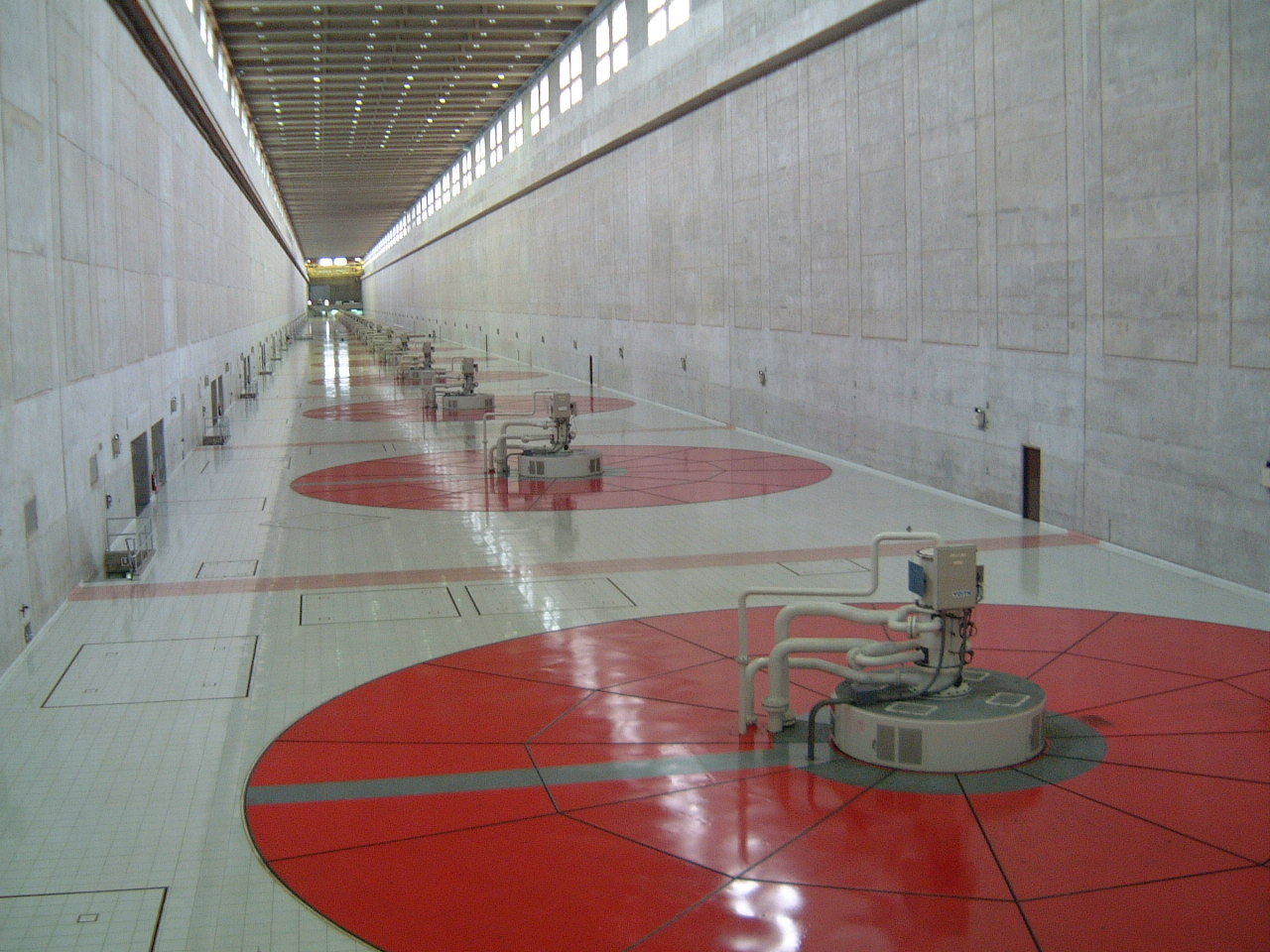
Strojovna
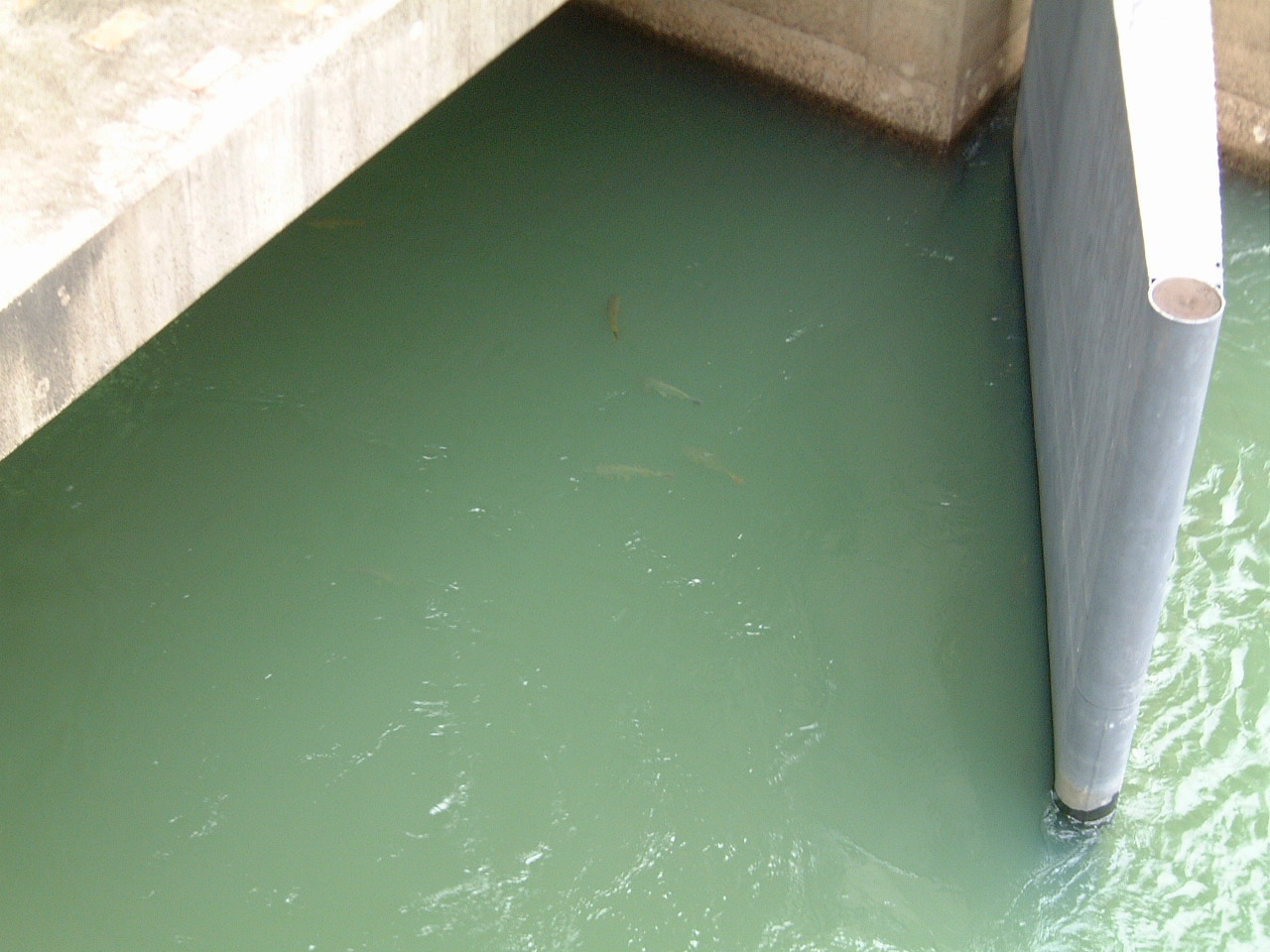
Vstup do rybího výtahu

## Popis
Celková délka hrází přesahuje 67 km. Systém zajišťuje nejen vzedmutí pracovní hladiny, ale i ochranu pobřeží před rozlitím do větších ploch. Délkou přehradního systému patří vodní dílo mezi největší na světě. Plocha přehradního jezera je 1 600 km2. Samotná řeka  je přehrazena přes ostrov Isla Yacyretá. Vznikly tak dvě hráze přes dvě ramena. Pravostranné rameno protéká územím Paraguaye a je přehrazeno zemní hrází s přelivovou částí o propustnosti 40 000 m3/s.
Levé rameno tvoří státní hranici a je přehrazeno tělesem elektrárny a přelivového pole o propustnosti 55 000 m3/s. Celková propustnost vodního díla včetně hltnosti turbín je 110 000 m3/s.
Ve strojovně o délce 808 metrů je instalováno 20 Kaplanových turbín o hltnosti 794 m3/s a průměru 9,5 metrů. Celkový instalovaný výkon elektrárny je 3 100 MW. Optimální pracovní spád je 22 metrů.
Plavba je umožněna jednocestným jednokomorovým systémem s rozměry komory 270 x 27 metrů. Plnění komory trvá 45 minut.
Dva rybí výtahy o rozměrech vany 4 x 4 metry pracují v závislosti na průtoku a migračním období.
Dlouhodobá celoroční výroba je 19,7 miliard kWh. Energii odvádí dvě trasy 220 kV na paraguayskou stranu a pět tras 500 kV do Argentiny.

## Distribuce energie
Vodní elektrárna Yacyretá je řízena správní radou a výkonným výborem složeným ze stejného počtu členů z obou zemí: 2 x ředitel výkonného výboru, 2 x čtyři členové představenstva, 2x zástupce ministerstva zahraničních věcí.
Odběr Paraguaye činí ročně 10–13 %, zbytek z padesátiprocentního podílu výroby je prodáván Argentině, která energií z elektrárny Yacyretá zásobuje 22 % roční spotřeby. Odběr Argentiny představuje 45 % její vodní energie.